# Whitehorse (Dakota Południowa)
Whitehorse – jednostka osadnicza w Stanach Zjednoczonych, w stanie Dakota Południowa, w hrabstwie Dewey.